# Vysoká pec Karol
Vysoká pec Karol (Karlova huť) je pobočkou Slovenského technického muzea v Košicích. Nachází se v katastru obce Vlachovo při soutoku Dobšinského potoka a řeky Slaná. Vysoká pec patřila do širšího hutního komplexu, ve kterém se nacházela i slévárna. Dokladuje historickou technologii výroby surového železa na dřevěném uhlí a zaujme i její architektonické provedení. Karlovu huť eviduje Sheffieldská Univerzita jako jednu z nejvýznamnějších historických vysokých pecí v Evropě. Je to slovenská národní kulturní památka v rejstříku ÚZPF pod č. 2484/1.

## Historie
- 1843 - stavba první vysoké pece ve Vlachově, kterou nechal postavit Karol Andráši (1792-1845), která zpracovávala rudu z okolních dolů ve Vlachově, Rejdové a Vyšné Slané. Tato vysoká pec se však nedochovala.
- 1868 - Emanuel Andráši, přezdívaný také železný hrabě, navrhl založení Šálgotárjanskej akciové společnosti, s cílem zpracovávat gemerské rudy na železo pro výrobu kolejnic.
- 1870 - stavba vysoké pece Karol, tuto dal postavit Emanuel Andráši (1821 - 1891), syn Karla III, po kterém pec pojmenoval.
- 1877 - E. Andráši zaregistroval společnost Železiarne grófa Emanuela Andrássyho, do jejichž majetku patřily pece ve Vlachově
- 1880 - vyřazení starší pece z provozu
- 1881 - založená Rimavsko-muránsko-šalgotarjánska železiarska účastinná spoločnosť zvaná RIMA, spojením Šálgotárjanskej akciové společnosti s Rima-Muránskou spoločnosťou, při čemž pomáhala vídeňská banka Wiener Bankveiner. Emanuel Andráši byl největším akcionářem
- 1891 - E. Andráši umírá a majetek dědí syn Gejza Adráši (1856 - 1938), který nakonec prodává společnosti RIMA všechny hutě a hamry od Vidovy po Dobšinou, zůstává ve vedení a je významným akcionářem společnosti
- 1906 - G. Andráši dává přednost politické kariéře, stává se ministrem vnitra, pak ministrem zahraničních věcí Uherska.
- 1907 - zastavení provozu Karlovy huti společností RIMA.

## Parametry pece
- Výška pece 12 metrů
- Objem 28 metrů krychlových
- Pohon dmychadla dvěma vodními koly
- Palivo zajišťující potřebnou teplotu bylo dřevěné uhlí
- Výkon v roce 1884 byl 5 162 tun surového železa

## Pobočka STM Košice
- Objekt je ve správě Slovenského technického muzea. Je připraven projekt na rekonstrukci.
- Přístup k objektu je po silnici z Vlachova, směrem na Dobšinou, kde před soutokem Slané a Dobšinského potoka je nalevo odbočka na vedlejší silnici vedoucí přes železniční přejezd, která návštěvníka po několika stovkách metrů přivede před Karlovu huť.
- Informace lze získat na STM v Košicích.
- Objekt je (v listopadu 2016) nepřístupný veřejnosti z důvodu přípravy rekonstrukce (viz webové stránky)
  - Tel.: +421 55 683 22 72
  - Email: stmke@stm-ke.sk.